# Talks at Google
Talks at Google 是由 谷歌 主辦的系列演講，邀請來自各領域具影響力的思想家、創造者和領導者，與 Google 員工和廣大聽眾分享他們的想法和經驗。該活動始於 2006 年，目前已成為 Google 工作場所文化的重要組成部分。該計劃由 Googler 義工組織，每週在 Google 全球各辦事處舉辦約 12 場演講。所有講座都會錄音並公開，主要是在 YouTube 及其他平台，例如 Podcast。
系列講座涵蓋廣泛的主題，包括科技、商業、藝術、科學、個人發展和社會議題。著名的演講者包括作家、企業家、科學家、藝術家、活躍人士，以及 Simon Sinek、Lady Gaga、Yuval Noah Harari 等名人。每場演講都提供演講者的專業知識或個人心路歷程，往往能激發創新、樂觀或新觀點。
這項計畫不僅豐富了 Google 的內部文化，也成為與全球受眾分享知識的平台。

## 演讲人
- Lady Gaga, 音乐家[1]
- 诺姆·乔姆斯基, 语言学家和政治评论家
- Salman Rushdie, 作家
- 斯拉沃熱·齊澤克, 哲学家
- 约翰·罗杰斯·希尔勒, 哲学家
- Michael Kinsley, 记者
- 史迪芬·平克, 认知科学家
- 克里斯托弗·希欽斯, 记者
- Bob Woodward, 记者
- 穆罕默德·尤纳斯, 经济学家和诺贝尔和平奖获得者
- Raphael Saadiq, 音乐家
- Michael Bloomberg, 纽约市市长
- Mike Krahulik和Jerry Holkins, 漫画家
- Steve Kamb, 作者和个人培训师
- Brian Dunning, 科学作家和podcaster
- George R. R. Martin, 作家
- 奈爾·德葛拉司·泰森, 天体物理学家
- Steve Blank, 关于创业方面的企业家，学者，思想领导者和作家
- Alton Brown
- Goleman, Daniel, Social Intelligence: The New Science of Human Relationships

## 按照分类和日期添加的演讲人列表

### 谷歌作家Authors@Google
- Esther Gokhale,  8 Steps to a Pain-Free Back的作家, 2008年2月14日
- Rebecca MacKinnon,  The Consent of the Networked的作家,  2012年2月9日
- Kelly McGonigal,  The Willpower Instinct的作家, 2012年1月26日
- Rich DeMillo, Abelard to Apple的作家,  2012年1月25日
- Jeff Galloway, Run Injury Free的作家, 2012年1月23日
- Ann Lee,  What the U.S. Can Learn from China的作家, 2012年1月20日
- Robert B. Reich,  Aftershock的作家,  2011年8月29日
- Jennifer Egan,  A Visit from the Goon Squad,的作家 2011年8月4日
- 蒂娜·菲,  Bossypants的作家, 2011年4月20日
- 兰德尔·门罗, xkcd webcomi 作家, 2007年12月7日
- Eric Ries, "The Lean Startup"的作家, 2011年4月7日

### 谷歌喜剧演员Comedians@Google
- Eddie Izzard, 英国脱口秀喜剧演员和演员, 2011年8月
- Stephen Colbert, 美国喜剧演员和电视主持人,  2012年12月7日

### 谷歌领导Leading@Google
- Susan Cain,  Quiet: The Power of Introverts in a World That Can't Stop Talking的作家,  2012年2月。[2]

### 谷歌音乐家Musicians@Google
- Lady Gaga[1]

## 参照
1. 1 2  Presents: Google Goes Gaga
2. ↑  "Leading@Google: Susan Cain" （页面存档备份，存于）(), official "AtGoogleTalks" YouTube channel, video uploaded February 8, 2012.